# Fabrizio Baldis
Fabrizio Baldis (Cenate Sopra, 18 dicembre 1972) è un ultramaratoneta italiano.

## Biografia
Nel 2001 si è piazzato in venticinquesima posizione ai campionati europei di 100 km con un tempo di 7h47'16"; ha partecipato agli Europei anche nel 2004, anno in cui si correvano nell'ambito della 100 km del Passatore, piazzandosi in dodicesima posizione con il tempo di 7h18'29" (suo primato personale sulla distanza); nel medesimo anno ha anche partecipato ai Mondiali su questa stessa distanza. In carriera ha anche conquistato un settimo posto sempre al Passatore, un terzo ed un settimo posto alla Pistoia-Abetone Ultramarathon, oltre ad alcune vittorie e numerosi podi in varie ultramaratone di livello nazionale ed internazionale, prevalentemente sulle distanze di 50 km e 100 km.

## Altre competizioni internazionali
2001
- 7º alla 100 km del Passatore ( Firenze-Faenza), 100 km - 7h50'54"

2002
- Bronzo alla Pistoia-Abetone Ultramarathon ( Pistoia), 53 km - 3h53'29"
- 33º alla Milano Marathon ( Milano) - 2h30'23"
- 9º alla Maratona di Bergamo ( Bergamo) - 2h41'29"

2003
- 7º alla Pistoia-Abetone Ultramarathon ( Pistoia), 53 km - 3h55'15"
- 13º alla 50 km di Romagna ( Castel Bolognese), 50 km - 3h19'25"

2004
- 12º alla 100 km del Passatore ( Firenze-Faenza), 100 km - 7h18'29"
- 14º alla 50 km di Romagna ( Castel Bolognese), 50 km - 3h11'44"
- 33º alla Maratona di Torino ( Torino) - 2h38'33"[5]
- 16º alla ColleMar-athon ( Barchi-Fano) - 2h49'49"[6]
- Oro alla Maratona sul Brembo ( Treviolo) - 2h36'19"